# Ordonnance Debré
 (février 2015).
Si vous disposez d'ouvrages ou d'articles de référence ou si vous connaissez des sites web de qualité traitant du thème abordé ici, merci de compléter l'article en donnant les références utiles à sa vérifiabilité et en les liant à la section « Notes et références ».
L'ordonnance Debré est une ordonnance prise le 15 octobre 1960 par le Premier ministre français, Michel Debré, autorisant les pouvoirs publics à procéder à l'exil forcé en métropole des fonctionnaires des départements d'outre-mer accusés de « troubler l'ordre public ».

## Texte
L'ordonnance dispose que « les fonctionnaires de l'État et des établissements publics de l'État en service dans les DOM dont le comportement est de nature à troubler l'ordre public peuvent être, sur la proposition du préfet et sans autre formalité, rappelés d'office en Métropole par le ministre dont ils dépendent pour recevoir une nouvelle affectation. Cette décision de rappeler est indépendante des procédures disciplinaires dont ces fonctionnaires peuvent faire l'objet. Elle est notifiée par l'intermédiaire du Préfet qui peut prendre toutes mesures nécessaires à son exécution. »

## Contexte
Dans le contexte de la guerre d'Algérie, le gouvernement s'était vu accorder les pleins pouvoirs par l'Assemblée nationale, et cette ordonnance était conçue comme une mesure devant contribuer à la sauvegarde de l'État. Elle concernait cependant moins l'Algérie que les autres possessions françaises des Antilles, de la Réunion et de la Guyane, devenues depuis 1946 « départements d'outre-mer » (DOM). Il s'agissait de réduire à néant, dans ces départements, toute agitation politique pouvant conduire à des revendications d'autonomie ou d'indépendance. Dénoncé d'emblée comme une « ordonnance scélérate », ce texte visait les forces de gauche et d'extrême gauche aux Antilles, en Guyane et à la Réunion, en condamnant à l'exil principalement des membres et sympathisants du Parti communiste, et des militants anticolonialistes. Cette ordonnance fut en effet prise après les émeutes de décembre 1959 à Fort-de-France en Martinique, durant lesquelles trois jeunes furent tués par les forces de l'ordre,. La mobilisation de la jeunesse et de la population en Martinique lors de ces événements avait été perçue comme le résultat de l'engagement politique d'enseignants nationalistes, souvent affiliés au Parti communiste. Les activités des enseignants étaient également très surveillées en Guadeloupe et cette ordonnance mit à mal l'organisation militante au niveau du parti communiste et des syndicats, comme en témoigne notamment Paul Tomiche.

## Application
Il est difficile d'estimer combien de personnes exactement ont été concernées par l'application de l'ordonnance Debré. Le journaliste Fernand Nouvet note qu'en furent victimes un Guyanais, quatre Martiniquais, neuf Guadeloupéens et treize personnes de La Réunion (deux Métropolitains et onze Réunionnais). Mais il note que cela concerna aussi Édouard Glissant, ou Marcel Manville.

## Abrogation
L'ordonnance Debré soulève d'importantes protestations outre-mer. Le Parti communiste réunionnais la dénonce dans de nombreux articles de son organe de presse, le quotidien Témoignages. Il organise par ailleurs des manifestations de soutien aux exilés. Un comité d'action pour l'abrogation de la mesure est créé. Il est présidé par Anatolien Vincent-Dolor, gouverneur honoraire de la France d'outre-mer. Le Président du Conseil général de La Réunion, Roger Payet, exprimera lui aussi son désaccord. En Martinique, en Guadeloupe et en Guyane, cette ordonnance n'enraye pas les mouvements de revendications anticolonialistes autonomistes ou indépendantistes portés par la jeunesse, notamment étudiante (AGEG association générale des étudiants guadeloupéens, AGEM association générale des étudiants martiniquais, UEG Union des étudiants guyanais) et par les ouvriers (au prix de répressions sanglantes).
La contestation grandit dans ces différents départements d'outre-mer, à la faveur de liens solides tissés entre les militants anticolonialistes basés dans l'hexagone, parfois exilés volontairement en Algérie, et la population des Antilles et de la Guyane. En effet, en métropole, les fonctionnaires déplacés ou retenus sur place créent des associations et restent actifs. Gervais Barret et Clélie Gamaleya créent par exemple en 1963 l'Union générale des travailleurs réunionnais en France (UGTRF) qui évoluera vers l'anticolonialisme. Édouard Glissant fonde avec Marcel Manville et Marie-Joseph Cosnay le Front antillo-guyanais en 1961, avant que ne se forme l'OJAM (Organisation de la jeunesse anticolonialiste de la Martinique) et le GONG (Groupe d'organisation nationale de la Guadeloupe).
Malgré cette pression, Michel Debré maintient son attachement à l'ordonnance. Le 30 novembre 1966, il affirme à La Gazette de l'île de la Réunion : « S'ils ne sont pas contents, ils n'ont qu'à démissionner pour marquer leur désaccord. Je suis profondément respectueux de la liberté. Mais je ne sais pas quel est l'honneur des gens qui veulent à la fois être payés et cracher sur la main qui les paie. »
L'ordonnance sera tout de même abrogée le 10 octobre 1972 par la loi no 72-1034 du 17 novembre 1972. Lors des débats pour l'adoption de cette loi à l'Assemblée nationale le 10 octobre 1972, Aimé Césaire déclare à la tribune : « La vérité, c'est qu'on a profité de la guerre d'Algérie pour introduire une législation d'exception dans ces territoires d'exception qui sont peu à peu redevenus ce que le législateur d'autrefois, plus franc que celui d'aujourd'hui, appelait les vieilles colonies. » D'une façon générale, l'ordonnance aura ainsi servi aux tiers dénonciateurs du néocolonialisme de moyen pour se faire entendre.

## Conséquences
Parmi les personnages directement concernés, certains auront trouvé dans leur mutation forcée une raison de s'engager davantage dans l'espace public. Resté plus de trois ans et trois mois en métropole, Pierre Rossolin revient à la Réunion en 1965 et abandonne la fonction publique pour l'agriculture, une activité qu'il perçoit alors comme un gage de sa liberté. Il sera président de la Chambre d'agriculture de la Réunion à la fin des années 1980. Roland Robert devient maire de La Possession en 1971 et tient ce mandat pendant plusieurs décennies. Installé à Romainville, Boris Gamaleya écrira quant à lui entre 1960 et 1972 Vali pour une reine morte, œuvre majeure de la littérature réunionnaise contemporaine. Il rentre dans l'île l'année de l'abrogation et y fonde une revue engagée. Édouard Glissant finit par rentrer en Martinique en 1965 où il fondera l'IME (Institut martiniquais d'études) et entreprendra d'autres actions, tout en poursuivant son œuvre littéraire. À la Réunion, en Martinique, en Guadeloupe et en Guyane, l'ordonnance du 15 octobre 1960 a été l'un des multiples moyens mis en œuvre par l'État français pour tenter de réprimer l'expression de revendications sociales et politiques anticolonialistes.
Le 20 mars 1978, un décret garantira, dans un autre contexte, le retour périodique de tous les fonctionnaires titulaires originaires d'outre-mer dans leur territoire d'origine.

## Postérité
Danyel Waro a évoqué cette ordonnance dans sa chanson Beber (1996).